# Raid sur la Maison-Bleue
Le raid sur la Maison-Bleue (hangeul : 1·21 사태 ; RR : Il·iil satae, lit. « incident du 21 janvier ») est une tentative nord-coréenne d'assassiner le président sud-coréen Park Chung-hee en attaquant la résidence officielle du chef d'État, la Maison-Bleue, le 21 janvier 1968.
Dans le contexte du conflit de la zone coréenne démilitarisée, la Corée du Nord met sur place une équipe d'élite spéciale appelée « unité 124 » composée de 31 hommes, uniquement des officiers, spécifiquement sélectionnés. Ceux-ci s'entraînent pendant deux ans dans des conditions très rudes et passent les 15 derniers jours avant le début de l'opération à s’exercer sur une réplique grandeur nature de la Maison-Bleue.
Après avoir traversé la zone coréenne démilitarisée, le commando nord-coréen se fait cependant surprendre par des civils sud-coréens à qui il laisse la vie après avoir essayé de les convaincre des avantages du communisme. Ceux-ci préviennent cependant très vite les autorités qui lancent alors une vaste chasse à l'homme dans la zone. Pris de court, les Nord-Coréens changent leur plan initial et se déguisent avec des uniformes de l'Armée de terre de la république de Corée qu'ils avaient dans leur équipement. Ainsi vêtus, ils parcourent tranquillement les derniers kilomètres qui les séparent du palais présidentiel en croisant sur leur route des unités de police et de l'armée.
Arrivés à moins de 100 mètres de la Maison-Bleue, les Nord-Coréens sont cependant repérés au poste de contrôle de la résidence. Une fusillade éclate alors, lors de laquelle de nombreux civils sont blessés. Un des Nord-Coréens est capturé mais parvient à se suicider. Devenu le centre d'attention, le commando se disperse alors dans tout le secteur. Tous les membres font l'objet d'une traque et sont finalement tous tués sauf deux : Kim Shin-jo qui sera capturé et Pak Jae-gyong qui sera le seul à réussir à rejoindre la Corée du Nord.
Le bilan humain total, toutes nations confondues, est de 59 morts. L'attention américaine est cependant très vite détournée du raid par la capture nord-coréenne deux jours plus tard, le 23 janvier, du navire de recherche USS Pueblo et de ses 82 membres d'équipage mais surtout par l'offensive du Tết qui débute une semaine plus tard au Viêt Nam.
En réponse au raid, la Corée du Sud organise un commando similaire appelé « unité 684 » et destiné à assassiner Kim Il-sung. La mission est cependant annulée en 1971 et la majorité des membres du commando sont finalement tués après s'être mutinés pour des raisons encore mystérieuses.

## Contexte
Park Chung-hee s'empare du pouvoir par un coup d'État en 1961 et dirige le pays comme un dictateur jusqu'à son élection (en) et son instauration comme président de la Troisième République de Corée du Sud en 1963. L'attaque de la Maison-Bleue a lieu dans le contexte du conflit de la zone coréenne démilitarisée, qui est lui-même influencé par la guerre du Viêt Nam.
Après les élections présidentielles (en) et législatives (en) de 1967, les dirigeants nord-coréens concluent que l'opposition politique à Park Chung-hee ne constitue plus de problèmes pour sa gouvernance. Du 28 juin au 3 juillet, le Comité central du Parti du travail de Corée tient un plénum prolongé lors duquel le chef suprême nord-coréen Kim Il-sung appelle les cadres à « se préparer à apporter de l'aide à la lutte de nos frères sud-coréens ». En juillet 1967, une nouvelle équipe spéciale appelée « unité 124 » est créée au sein de l'Armée populaire de Corée dans le but d'assassiner Park. Cette décision est probablement facilitée par le fait que, en 1967, la guerre du Viêt Nam entre dans une nouvelle étape d'escalade, et l'idée selon laquelle les United States Forces Korea, les forces militaires américaines, concentrées sur ce pays, ne peuvent pas facilement prendre de mesures de rétorsion contre la Corée du Nord. De 1965 à 1968, les relations entre la Corée du Nord et le Nord-Viêt Nam (en) sont très étroites, et les Nord-Coréens fournissent de l'aide militaire et économique substantielle au Viêt Nam communiste. La propagande nord-coréenne cherche à représenter les raids de commandos d'après 1966 comme des actions de guérilla sud-coréennes semblables à celles du Viet-Cong.

## Préparations
Trente et un hommes sont sélectionnés pour intégrer l'unité d'élite 124, uniquement des officiers. Ce commando est ensuite formé pendant deux ans et passe les 15 jours précédant l'attaque à répéter l'opération sur une réplique grandeur nature de la Maison-Bleue.
Ces hommes spécialement sélectionnés sont formés aux techniques d'infiltration et d'extraction (en), aux armes, à la navigation, aux opérations aéroportées, à l'infiltration amphibie, au combat au corps à corps (avec un accent mis sur l'utilisation du couteau), et à la dissimulation.
Selon Kim Shin-jo, le seul survivant du commando : « Cela nous a rendus insensible à la peur - personne ne penserait nous chercher dans un cimetière ». Leur entraînement est difficile et souvent dans des conditions très rudes. Ils doivent par exemple courir à une vitesse de 13 km/h en portant des sacs de 30 kg sur un terrain difficile et éprouvant, ce qui entraîne parfois des blessures telles que la perte d'orteils ou des gelures aux pieds.

## Le raid

### Infiltration au sud
Le 16 janvier 1968, l'unité 124 quitte sa garnison de Yonsan (en). Le lendemain, à 23 h, les hommes s'infiltrent dans la zone coréenne démilitarisée à travers les clôtures du secteur de la 2e division d'infanterie américaine. À 2 heures du matin, ils établissent un camp à Morae-dong et Seokpo-ri. Le 19 janvier, à 5 heures du matin, après avoir traversé la rivière Imjin, ils établissent un nouveau camp sur le mont Simbong.
À 14 heures, quatre frères nommés Woo, originaires de Beopwon-ri, coupent du bois de chauffage lorsqu'ils découvrent le camp de l'unité nord-coréenne. Après un féroce débat sur la question de savoir s'il faut tuer ou non les frères, le commando tente plutôt de les convaincre des avantages du communisme, puis les libère en leur enjoignant de ne pas prévenir la police. Les frères signalent cependant immédiatement la présence de l'unité au poste de police de Changhyeon à Beopwon-ri.
Les hommes quittent ensuite leur camp et se déplacent à plus de 10 km/h, avec 30 kg d'équipement chacun sur le dos, traversent le mont Nogo et arrivent au mont Bibong le 20 janvier à 7 heures du matin. Trois bataillons de la 25e division d'infanterie sud-coréenne (en) commencent à chercher le commando sur le mont Nogo mais celui-ci a déjà quitté la zone. L'unité arrive à Séoul par groupes de deux à trois hommes dans la nuit du 20 janvier puis se regroupe au temple de Seungga-sa, où les préparatifs pour l'attaque débutent.
Dans le même temps, le Haut Commandement de la République de Corée ajoute la 30e division d'infanterie et le Corps aéroporté aux recherches et l'agence de police nationale commence à rechercher vers Hongje-dong (en), Jeongreung, et au mont Bukak. Étant donné l'augmentation des mesures de sécurité mises en place dans toute la ville, la réalisation du plan initial de l'unité nord-coréenne a peu de chances de succès et le chef d'équipe improvise un nouveau plan.
Se déguisant avec des uniformes de la 26e division d'infanterie sud-coréenne avec les insignes adéquats (qu'ils ont apportés avec eux), ils se reforment et se préparent à parcourir la distance qui les sépare encore de la Maison-Bleue, en se faisant passer pour des soldats sud-coréens revenant d'une patrouille de recherche. Le commando suit ainsi la route Segeomjeong près de Jahamun en direction du palais présidentiel, croisant en chemin plusieurs unités de la police nationale et de l'armée sud-coréenne.

### Affrontement

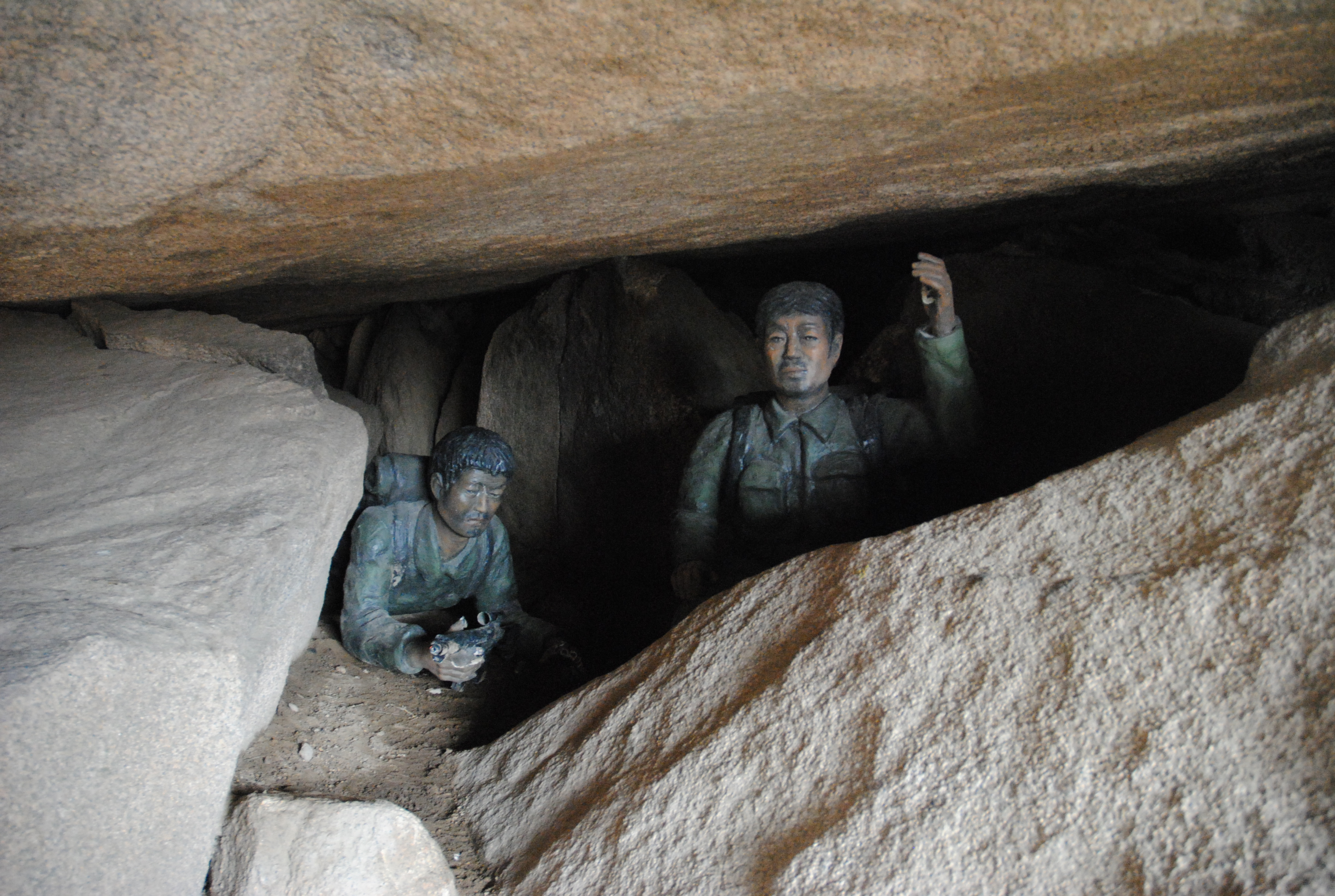
Reconstitution d'une scène de l'attaque.

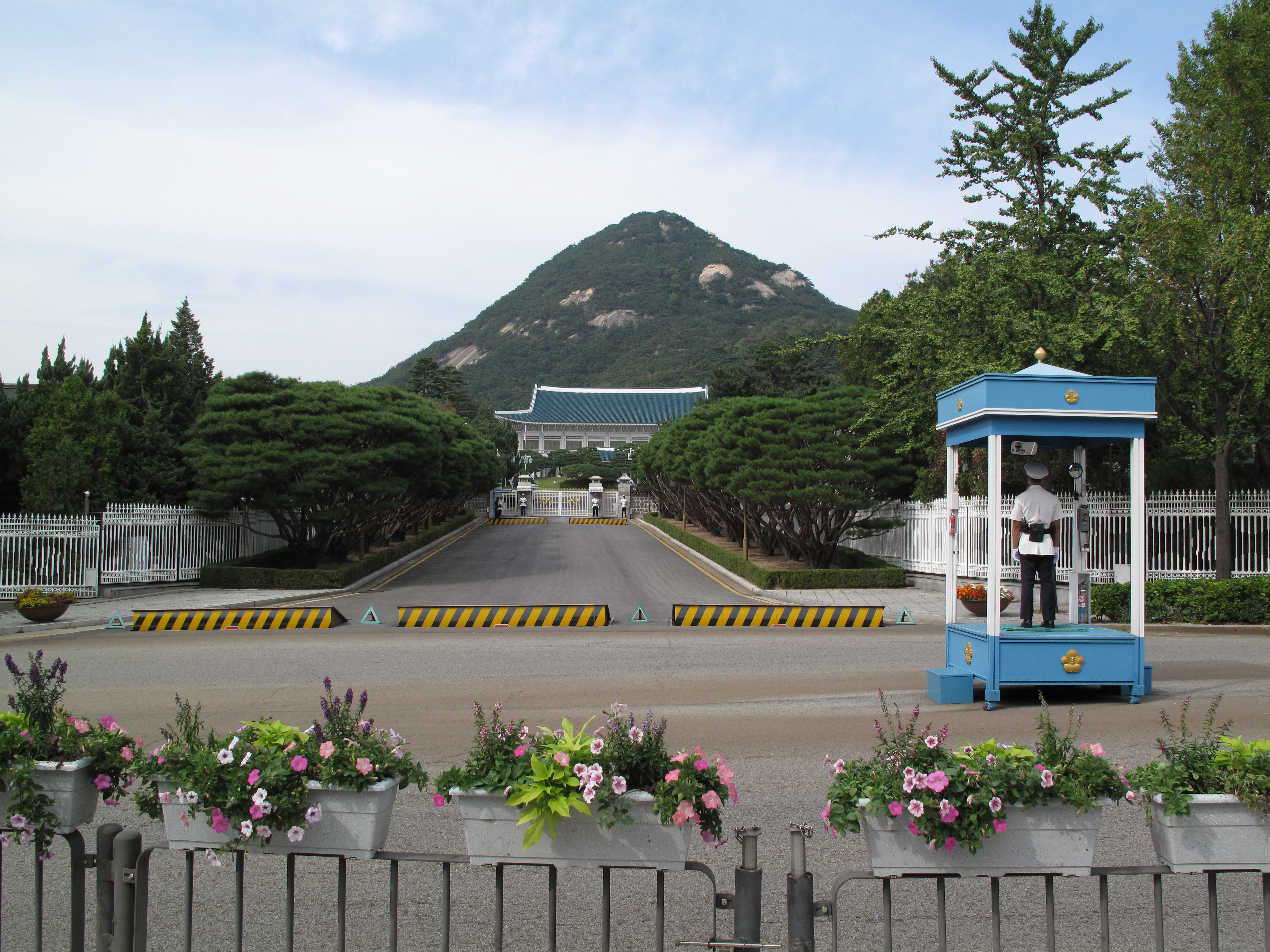
Entrée de la Maison-Bleue (2016).

Le 21 janvier 1968 à 22 h, l'unité s'approche du poste de contrôle de Segeomjeong-Jahamun à moins de 100 mètres de la Maison-Bleue, où le chef de la police de Jongno, Choi Gyushik, aborde les Nord-Coréens déguisés pour les questionner. Quand il commence à se méfier de leurs réponses, il sort son pistolet, mais est abattu par les membres du commando qui tirent et lancent des grenades sur le poste de contrôle. Après plusieurs minutes de fusillade, l'unité se sépare en trois groupes, en direction du mont Inwang (en), du mont Bibong, et d'Uijeongbu. Le chef de la police Choi et l'inspecteur-assistant Jung Jong-su sont tués durant les tirs. Un Nord-Coréen est capturé, mais réussit à se suicider. Avant la tombée de la nuit, 92 Sud-Coréens sont victimes des tirs, dont une vingtaine de civils qui se trouvaient dans un bus traversant la zone.
Le 22 janvier, le 6e corps sud-coréen commence une opération de ratissage massive pour neutraliser tous les membres de l'unité. Des soldats du 92e régiment de la 30e division d'infanterie capturent Kim Shin-jo, qui se cache dans une maison de civils près du mont Inwang. Le 30e bataillon du commandement de défense de la capitale tue quatre commandos à Buam-dong et au mont Bukak.
Le 23 janvier, le bataillon de génie de la 26e division d'infanterie tue un commando au mont Dobong (en). Le 24 janvier, les 26e et 1re divisions d'infanterie sud-coréennes tuent douze commandos près de Seongu-ri. Le 25 janvier, trois commandos sont tués près de Songchu. Le 29 janvier, six commandos sont tués près du mont Papyeong.

## Pertes humaines
Au cours du raid, le nombre de victimes sud-coréennes totalise 26 morts et 66 blessés, dont environ 24 civils. Quatre Américains ont également été tués en tentant d'empêcher le commando de traverser la zone coréenne démilitarisée. Sur les 31 membres de l'unité 124, 29 ont été tués, un, Kim Shin-jo, a été capturé et un autre, Pak Jae-gyong, a finalement rejoint la Corée du Nord. Les corps des membres de l'unité 124 tués dans le raid ont ensuite été enterrés au cimetière des soldats nord-coréens et chinois (en) à Paju.

## Conséquences
Le 22 janvier 1968, le Commandement des Nations unies en Corée demande qu'une commission d'armistice militaire (en) se réunisse pour discuter du raid. Les Nations unies désirent que la réunion se tienne dès le lendemain le 23 janvier, mais les Nord-Coréens demandent un jour de délai. Le 23 janvier, l'USS Pueblo, navire de recherche technique de la marine américaine, est capturé par la Corée du Nord. Par conséquent, la réunion qui se tient le 24 janvier dut traiter non seulement du raid, mais également de la capture de l'USS Pueblo. D'une manière générale, la saisie du navire détourne l'attention américaine et internationale du raid de la Maison-Bleue.
Le raid a eu lieu le même jour que le début du siège de Khe Sanh au Viêt Nam et, le 31 janvier, l'offensive du Tết éclate dans le sud du Viêt Nam, ce qui rend peu probable un soutien américain aux représailles de la Corée du Sud. À Saïgon, la guérilla Viet-Cong tente d'assassiner le président Nguyễn Văn Thiệu au Palais de l'indépendance, mais l'assaut est rapidement repoussé. Certains historiens suggèrent qu'en raison des similitudes entre les deux attaques menées par des commandos numériquement similaires (31 à Séoul et 34 à Saïgon), les dirigeants nord-coréens étaient informés du déroulement des opérations militaires communistes vietnamiennes et voulaient profiter de la situation. Le président américain Lyndon B. Johnson considère que la capture de l'USS Pueblo et le déclenchement de l'offensive du Tết ont été coordonnés pour détourner les ressources des États-Unis du Viêt Nam et forcer les Sud-Coréens à retirer leurs deux divisions et leur brigade d'infanterie de marine du Sud-Viêt Nam. Contrairement au président américain, le général Charles Bonesteel (en) n'y voit qu'une coïncidence et il considère le raid de la Maison-Bleue comme ayant étant planifié au plus haut niveau en Corée du Nord, alors que la saisie du Pueblo semble plutôt avoir été opportuniste et que le moment de l'offensive du Tết est une coïncidence propice.
En réponse à la tentative d'assassinat, le gouvernement sud-coréen met en place la malheureuse unité 684. Ce groupe est destiné à assassiner le chef suprême de Corée du Nord, Kim Il-sung. Cependant, à la suite d'une amélioration des relations inter-coréennes, la mission d'assassinat est annulée ; en 1971, l'unité se révolte et la plupart de ses membres sont tués durant la mutinerie.
En mai 1972, Kim Il-sung exprime ses regrets et affirme que le raid de la Maison-Bleue « a été entièrement organisé par des gauchistes extrémistes et ne reflète pas [ses] intentions, ni celles du Parti » au chef des services de renseignements sud-coréens, Lee Hu-rak (en), durant leur rencontre à Pyongyang.
Après avoir survécu à plusieurs autres tentatives d'assassinat, Park Chung-hee est finalement abattu en 1979 par Kim Jae-gyu, le directeur de ses propres services de renseignements. On ne sait toujours pas s'il s'agissait d'un acte spontané ou d'un projet organisé par les services de renseignement.

## Galerie

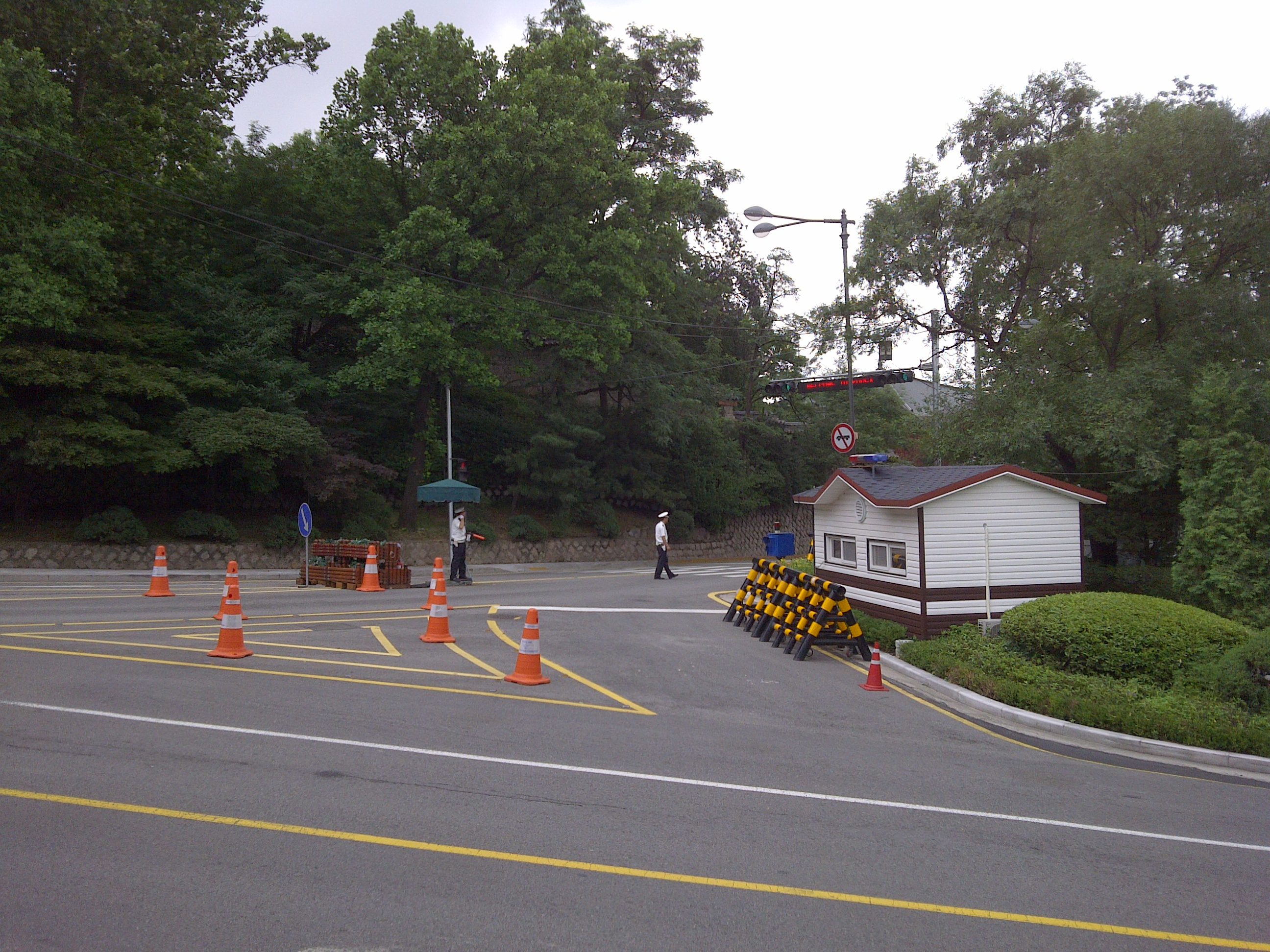
Poste de contrôle de Segeomjeong-Jahamun en juillet 2011.
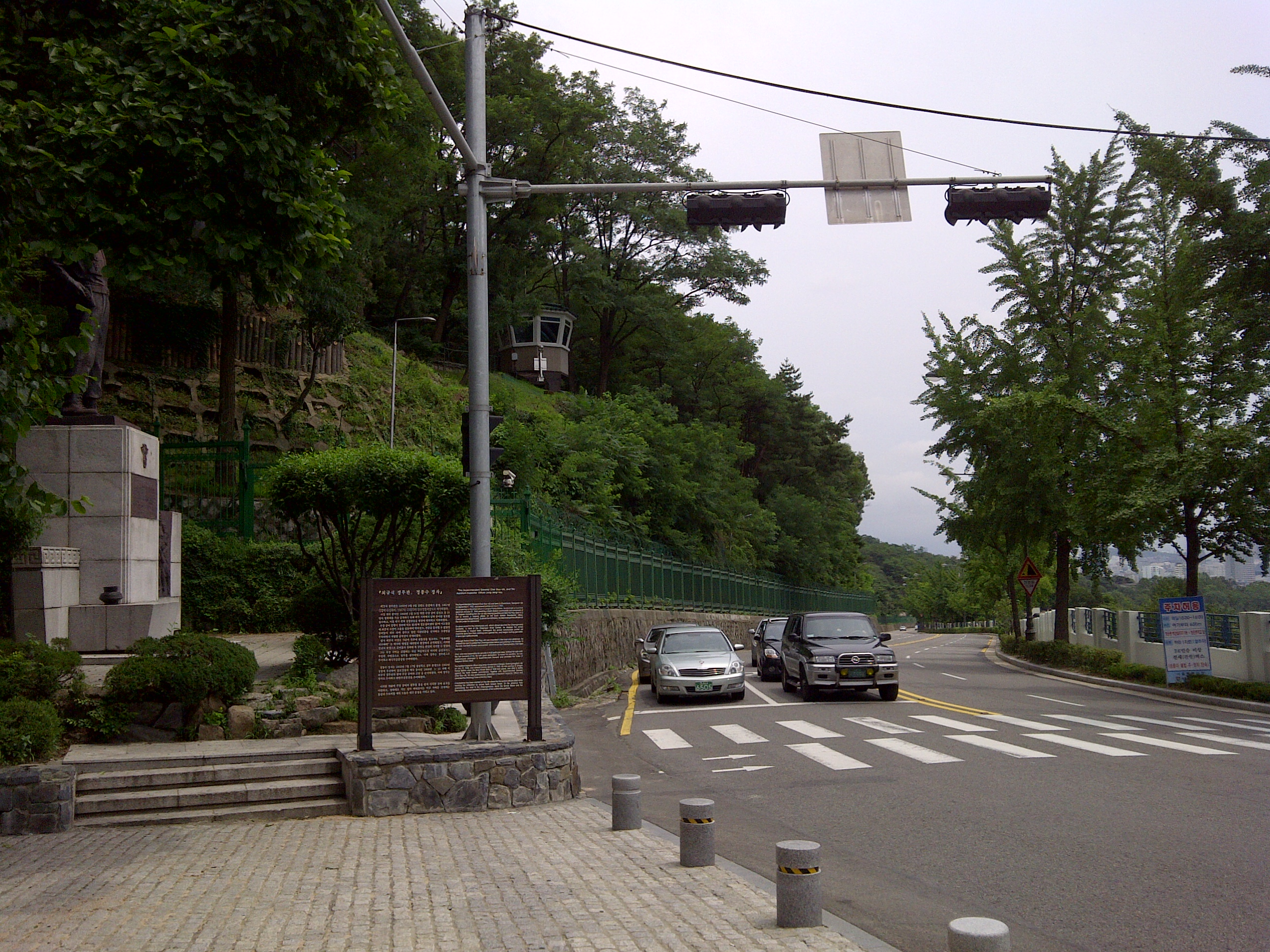
Statue de Choi Gyushik à Segeomjeong près de Changuimun.
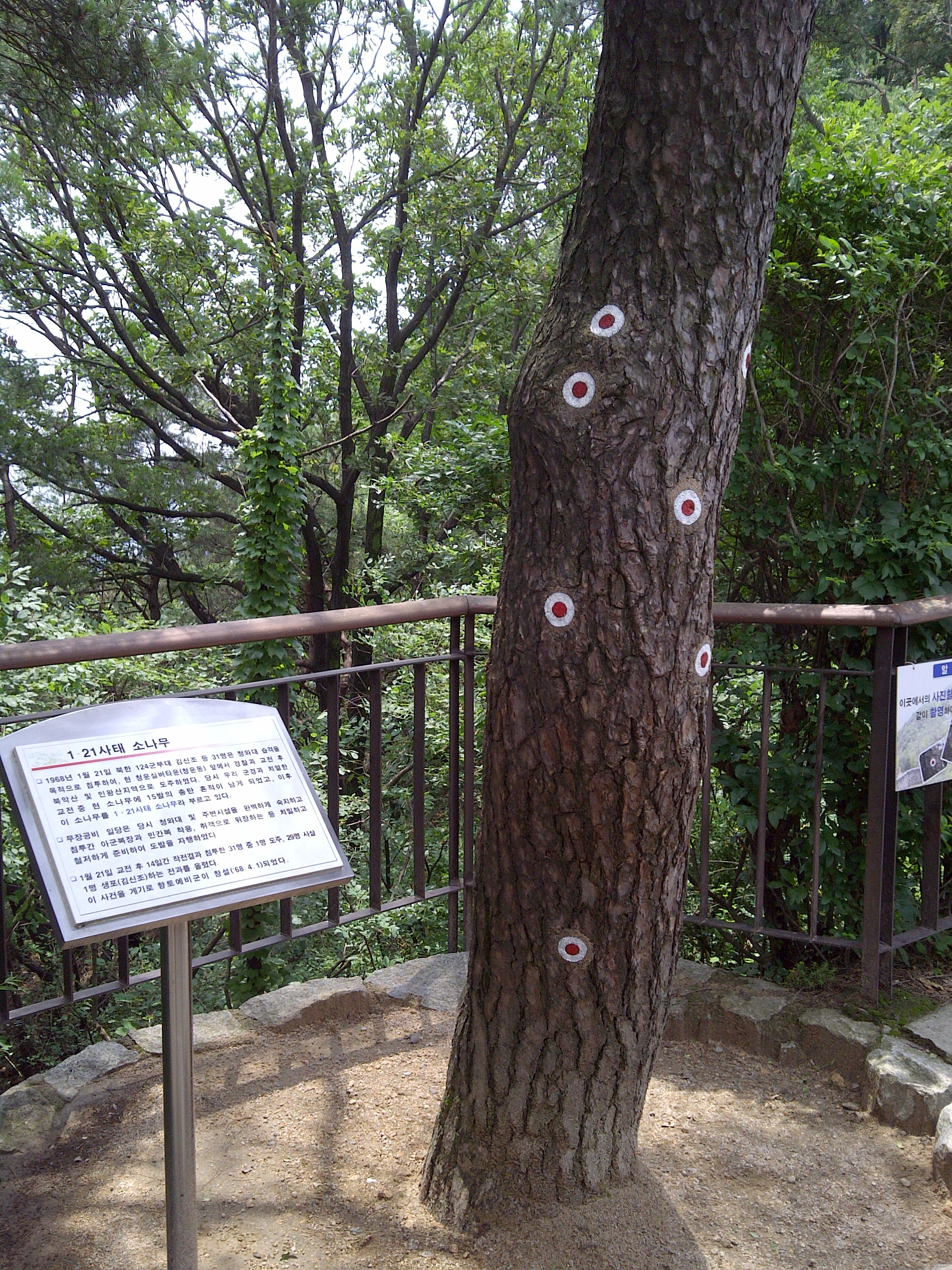
Pin Bukaksan montrant des impacts de balles.
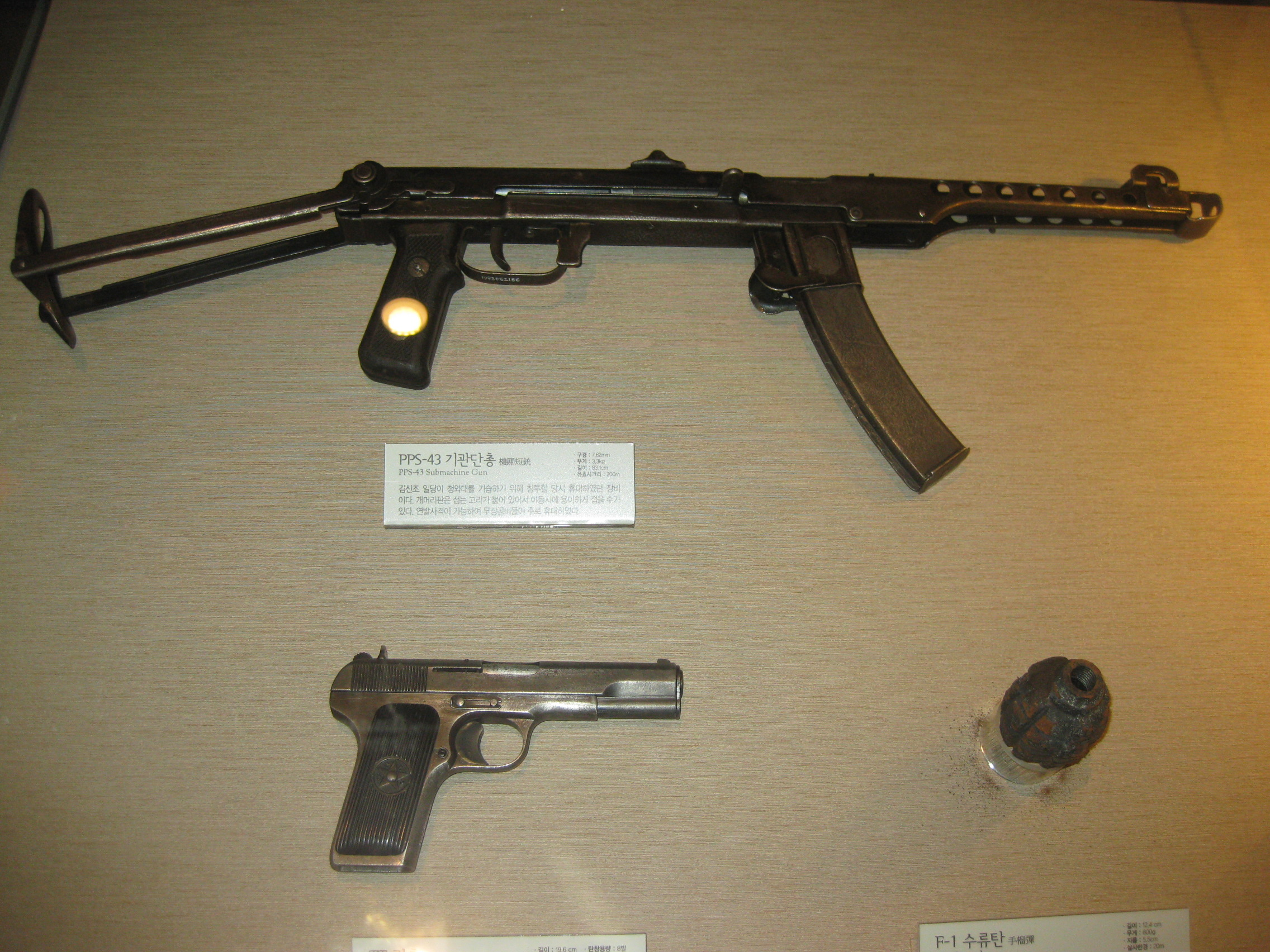
Le pistolet Tokarev TT 33, le PPS-43 et une grenade de Kim Shin-jo au mémorial de la guerre de Corée (en)
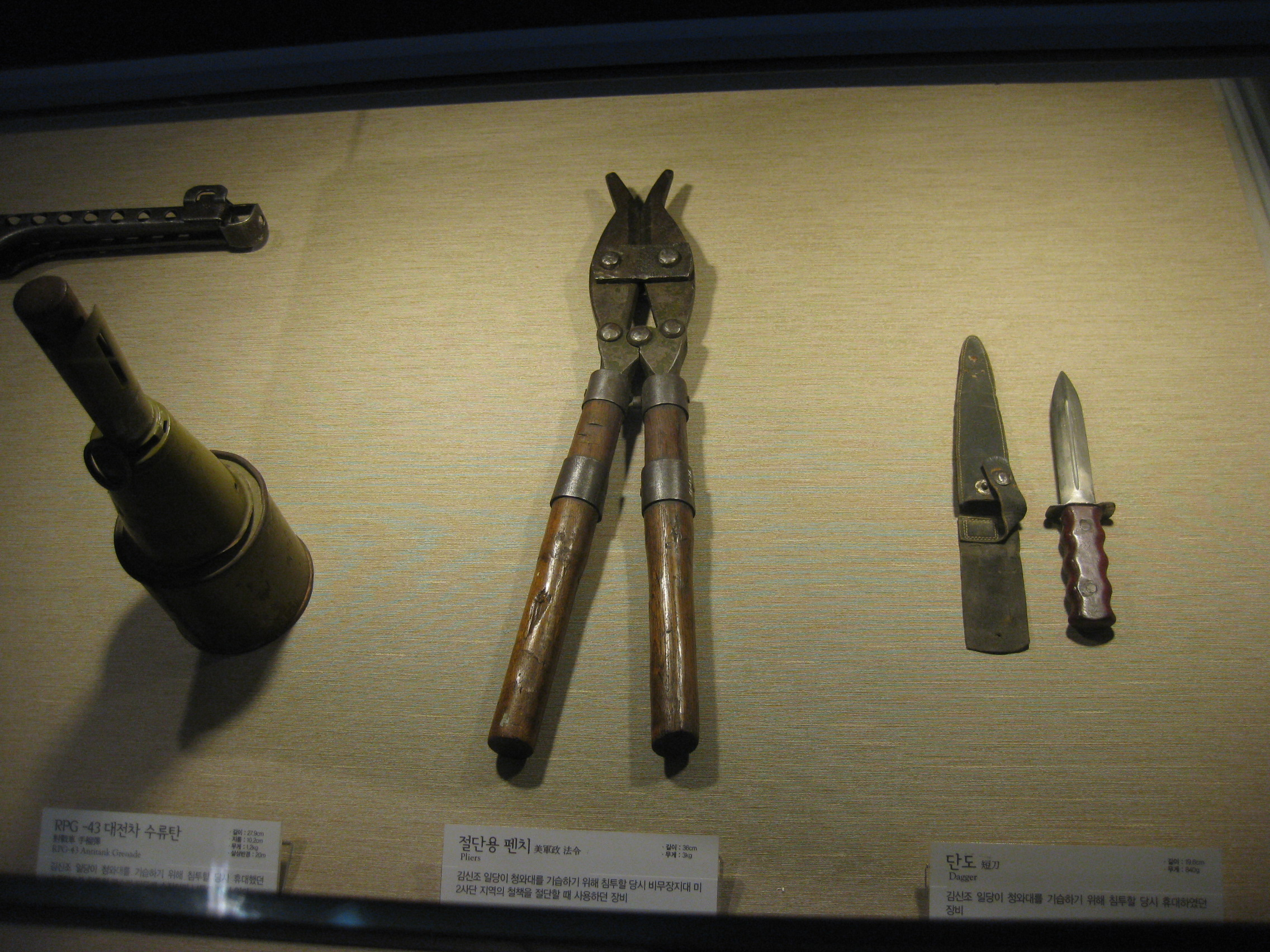
Grenade, coupe-fil et poignard de Kim Shin-jo au mémorial de la guerre de Corée.